# チャールズ (戦列艦・1668年)
チャールズ (HMS Charls) はイギリス海軍の96門1等戦列艦。後にセント・ジョージ (HMS St George) と改名された。

## 艦歴とエピソード
チャールズはデトフォード工廠のクリストファー・ペットによって建造が進められ、1668年3月の彼の死後、ジョナス・シスの手によって同月に進水した。 この船の名前は厳密には2代目だが、特に1673年の同時期に「ロイヤル・チャールズ」が進水してからは、単に「チャールズ」として一般には知られている。
「チャールズ」は1687年に「セント・ジョージ」と改名され、2等戦列艦に分類し直された。また、1699年から1701年にかけてポーツマス工廠で90門2等戦列艦として再建造された。1707年にはクラウズリー・ショヴェル提督の艦隊に所属した。ジェームズ・バークリー艦長の指揮下で、失敗したトゥーロン包囲戦に参加し、ショヴェルと4隻の艦船が失われたシリー諸島での海軍大難破にも居合わせた。この海難事件では2等艦「アソシエーション」、3等艦「イーグル」、4等艦「ロムニー」、 火船の「ファイアブランド」と2000人にも及ぶ水夫が失われた。「セント・ジョージ」もシリー諸島の岩に乗り上げたが、辛くも脱出した。
「セント・ジョージ」は1726年に再び再建造のためにポーツマスで分解された。そして、1733年9月4日に「セント・ジョージ」を1719年の寸法規定から1733年提案の寸法規定に沿うように再建造が命じられた。再進水は1740年4月3日に行われた。
「セント・ジョージ」は最終的に1774年9月に解体された。